# Eric Barreto
Eric Barreto, eigentlich Eric Paez Barreto Gomes, auch Erick, Erik oder Erico, Künstlername Diana Finsk, (* 1962 in Garanhuns, Bundesstaat Pernambuco, Brasilien; † 20. Mai 1996 in São Paulo, Brasilien) war ein brasilianischer Travestiekünstler und Schauspieler, der als der bedeutendste brasilianische Travestiekünstler überhaupt gilt und als bekannter Carmen-Miranda-Imitator weltweit.

## Karriere
Eric Barreto trat ab Ende der 1980er Jahre unter dem Namen Diana Finsk als Travestiekünstler in ganz Brasilien auf. Erste Bekanntheit erlangte er durch Auftritte im Fernsehen, unter anderem in Sendungen von Hebe Camargo.  Dort sang er auch Französisch und imitierte unter anderem Carmen Miranda oder Evita Peron, indem er in Militärkleidung mit argentinischer Flagge auftrat und Don’t Cry for Me Argentina aus dem Musical „Evita“ sang. Er verwandelte sich während des Auftritts von einem Mann in eine Frau und entwickelte dabei seinen eigenen Stil.
Er imitierte Carmen Miranda so gut, dass er bald als bester Imitator der Sängerin galt und oft nicht vom Original zu unterscheiden war. Mit der Performance des Miranda-Songs Cai Cai Cai wurde er als Miranda-Parodist am bekanntesten.
Zeitlebens blieb er mit der Schwester von Carmen Miranda, Aurora Miranda, befreundet.
1995 nahm er teil an einer Filmdokumentation über das Leben von Carmen Miranda, „Bananas is my busissness“, in der er sie verkörperte.
Im Januar 1996 erschien ein Artikel im Magazin Der Spiegel, der über Carmen Miranda, die Dokumentation berichtete und ein Bild von Barreto am Strand Rios zeigt. Vier Monate später erlag der  homosexuelle Mann seiner AIDS-Erkrankung und wurde wunschgemäß in der Gruft seines Idols Carmen Miranda beigesetzt.